# 赤衛隊區 (聖彼得堡)

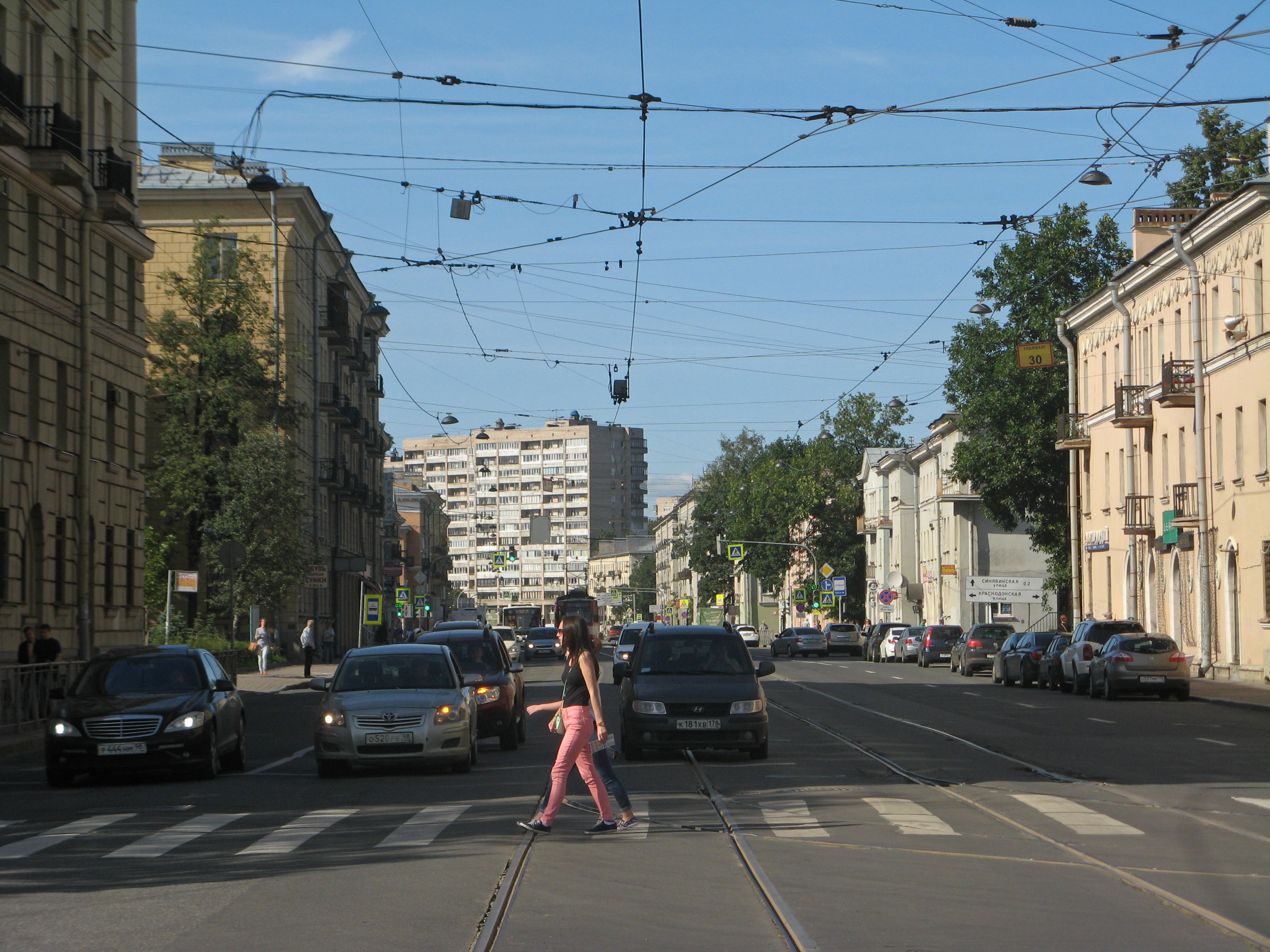

59°58′N 30°28′E / 59.967°N 30.467°E
赤衛隊區（羅馬化：Krasnogvardeysky rayon）是俄羅斯聖彼得堡的一個區，位於該國西北部，面積56.8平方公里，2010年人口337,091，人口密度每平方公里5,934.7人。